# نادر فتحي
نادر فتحي (مواليد 1991) لاعب كرة قدم بحريني الجنسية مصري الأصل يلعب حاليا لصالح نادي الدرجة الأولى البحرين البحريني في خط الدفاع من 2009 كما يجيد اللعب في خط الوسط.

## الإنجازات

### البحرين
- الدرجة الثانية (1): 2016